# Kambove (territorium)
Kambove är ett territorium i Kongo-Kinshasa. Det ligger i provinsen Haut-Katanga, i den södra delen av landet, 1 400 km sydost om huvudstaden Kinshasa. Antalet invånare är 640 357.